# Strada statale 131 Carlo Felice
La strada statale 131 Carlo Felice (SS 131) è una strada statale italiana sita in Sardegna. Compresa nella rete stradale fondamentale isolana ne rappresenta la principale arteria di collegamento, andando a sopperire de facto all'assenza di autostrade nella regione. Riveste una discreta importanza anche fuori dal contesto isolano facendo parte del corridoio plurimodale Sardegna-continente, delle reti transeuropee dei trasporti e della strada europea E25 (di cui costituisce il tratto finale e più meridionale).
Percorre l'isola da sud a nord nella sua parte occidentale per 231,559 km, collega Cagliari a Porto Torres passando per Oristano e Sassari. Attraversa la città metropolitana di Cagliari e le province del Medio Campidano, di Oristano, di Nuoro e la città metropolitana di Sassari. Scorre nel Campidano di Cagliari, di Sanluri, e di Oristano; nel Marghine, nel Meilogu e nel Sassarese.
Da essa si diramano le dorsali SS 131 DCN, SS 729 e SS 291 var che la collegano rispettivamente alle rimanenti principali città dell'isola: Nuoro, Olbia e Alghero. È interamente gestita dall'Anas, per 137,000 km tramite il compartimento di Cagliari e per i restanti 89,059 km mediante quello di Sassari.

## Caratteristiche

### Classificazione
Nel giugno 2011 l'Anas ha dato il via libera alla classificazione della Carlo Felice come strada extraurbana principale nel tratto tra Sanluri e Bauladu, deliberata poi il 1º febbraio 2012. L'itinerario sarebbe dovuto terminare a Serrenti nord, ma è stato esteso fin lì soltanto il 21 giugno 2017; l'opera è stata consegnata in forte ritardo per problemi legati agli appalti, difatti, per tale motivo, il cantiere fu soprannominato "della vergogna". Su questo percorso il limite massimo di velocità è pari a 110 km/h.
Nel tratto tra Bonorva e Porto Torres dal 10 marzo 2019 sono in vigore le medesime restrizioni al transito: è infatti vietata la circolazione ai pedoni, ai veicoli a trazione animale, ai velocipedi, ai motocicli con cilindrata inferiore a 149 cc, alle motocarrozzette con cilindrata inferiore a 249 cc e alle macchine agricole. Nonostante ciò è comunque considerata una strada extraurbana secondaria per la presenza di accessi diretti e di raggi di curvatura non conformi, di fatto i limiti di velocità non superano i 90 km/h.

### Sicurezza

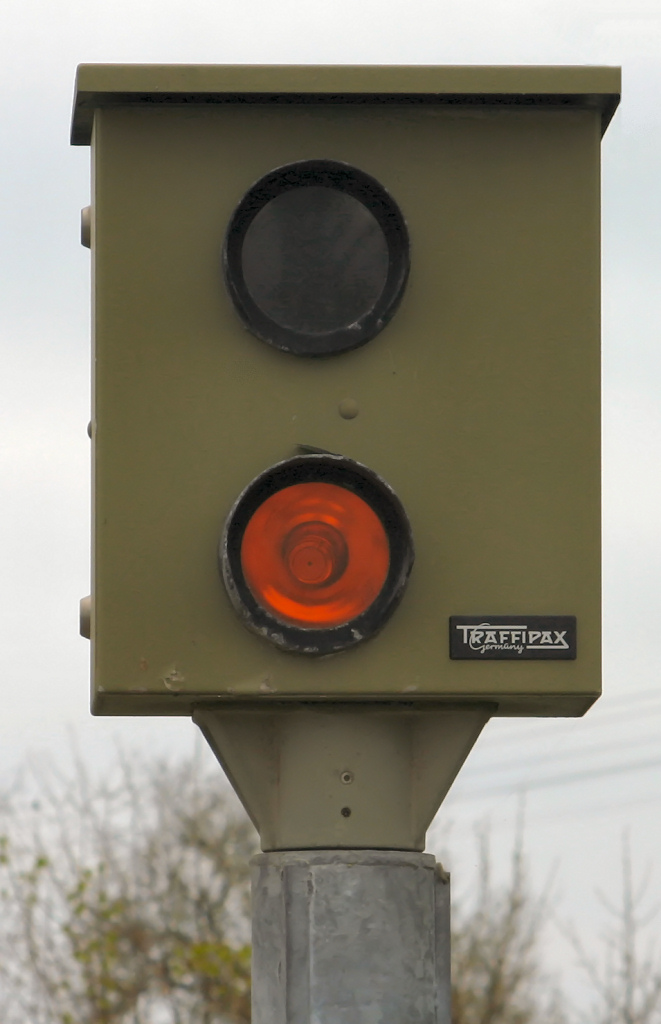
Un Traffistar SR 520 analogo a quello installato

È presente un solo autovelox poco prima dello svincolo per Monastir in direzione Cagliari ed è gestito dal competente comando di polizia locale. Installato antecedentemente all'omologazione da parte del Ministero delle infrastrutture e dei trasporti, è in passato risultato non regolato correttamente a causa della mancata manutenzione, problema poi risolto dal comune di Monastir. Nel 2017 l'ente gestore della strada ne ha invece proposto la rimozione, considerandolo scarsamente utile ai fini dell'incremento della sicurezza successivamente al montaggio dello spartitraffico e valutando la scarsa incidentalità del luogo.
Sul percorso tra Borore e Bonnanaro è fatto obbligo, dal 1º dicembre al 15 marzo di ogni anno, di disporre di pneumatici invernali o catene da neve.
La strada vanta alcune tecnologie come il manto drenante (steso per oltre 170 km) e le barriere Jersey NDBA nel tratto tra Sestu e Monastir (per 10 km di estensione).
Nonostante queste peculiarità la Carlo Felice risulta tra le strade che fanno registrare più incidenti stradali nell'isola (seconda solo all'Orientale Sarda) e in Italia (quinta in una rilevazione del 2019 dopo la Via Aurelia, la Padana Superiore, la Tirrenia Inferiore e l'Orientale Sicula).

## Storia

### Karalibus Turrem

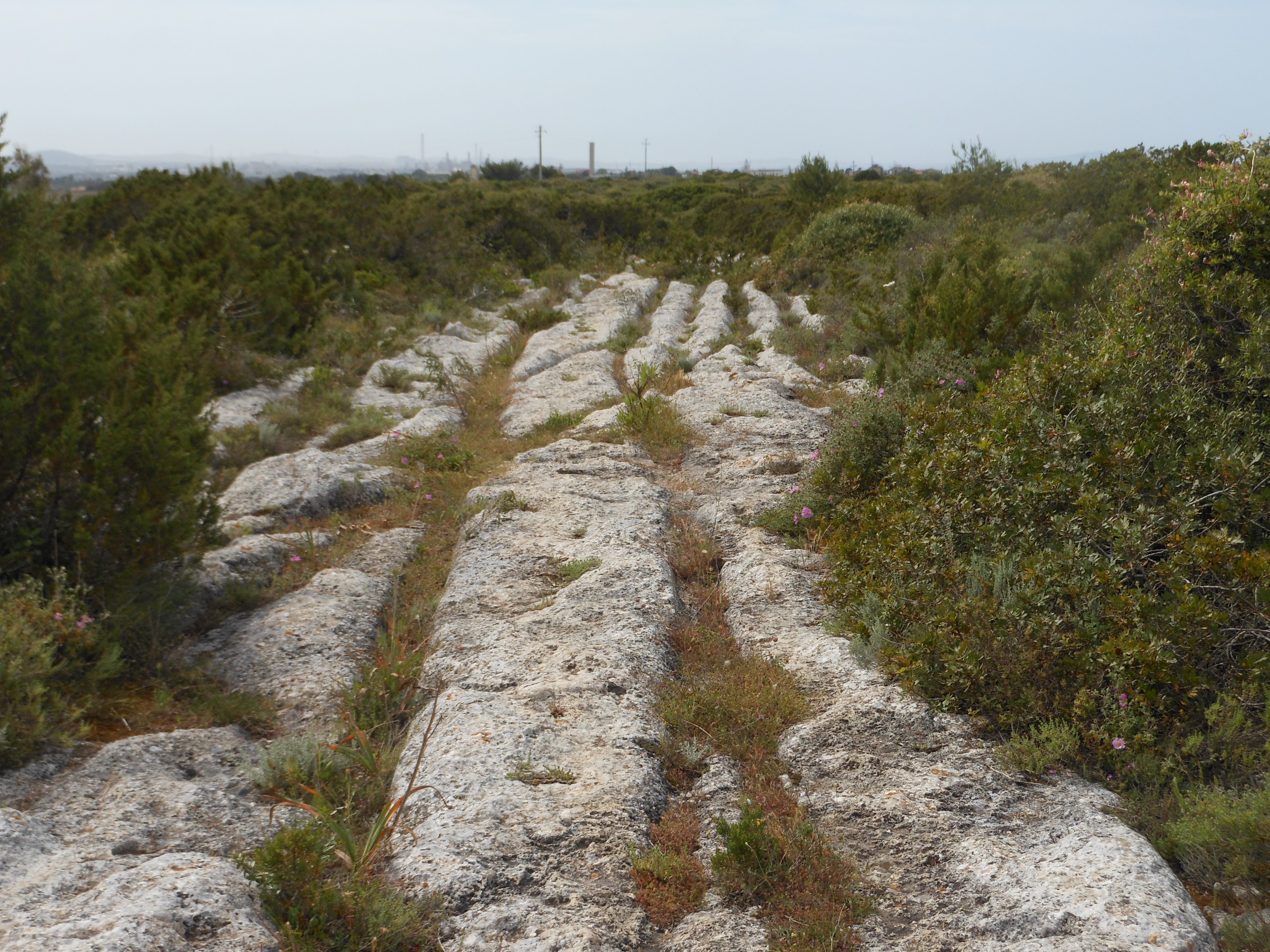
La Karalibus Turrem nella necropoli di Su Crucifissu Mannu a Porto Torres

La viabilità sarda nel periodo romano era garantita da quattro vie imperiali, una di queste era la Karalibus Turrem. Partendo da Karalis attraversava Othoca e Forum Traiani, passava poi per Campeda per Mularia, raggiungendo Sassari a Scala di Giocca; dopo averla superata arrivava a Ottava, terminando infine a Turris Libisonis dopo quasi 100 mi di percorso. Dopo il V secolo cadde in uno stato di abbandono dovuto alla mancata manutenzione, non potendo quindi essere più percorsa con mezzi provvisti di ruote.
Soltanto nel corso del XVIII secolo si cercò di tracciare un percorso alternativo che collegasse il Capo di sotto con il Capo di sopra, ma la scarsità delle risorse economiche e le numerose perdite fra gli operai a causa della malaria non portarono al risultato auspicato: furono costruiti soltanto alcuni brevi tratti, spesso anche scollegati tra di loro.

### Strada reale Cagliari-Sassari

La strada a Paulilatino

Ripercorrendo in gran parte il corso della Karalibus Turrem il 6 aprile 1822 aprirono i cantieri per la strada reale Cagliari-Sassari, tra lo scetticismo dei sardi in merito all'effettiva utilità dell'opera. I lavori, ordinati prima da Ettore Veuillet d'Yenne che li affidò a Vittorio Pilo Boyl e successivamente predisposti da Carlo Felice di Savoia che li commissionò a Giovanni Antonio Carbonazzi, si svolsero sotto il controllo di Stefano Manca di Tiesi e Giuseppe Manno nonostante il timore di quest'ultimo di un declino della città regia di Alghero poiché non raggiunta dalla strada.
Durante i lavori fu deciso di abbattere la grotta della Vipera nei pressi della necropoli di Tuvixeddu: la stessa era già stata minata, ma fu risparmiata dal generale Alberto La Marmora. Altri avvenimenti storici rilevanti nel corso della costruzione della strada furono l'istituzione delle case cantoniere in Sardegna e la scoperta del santuario nuragico di Santa Cristina.
Grazie anche all'impiego di 900 detenuti i cantieri chiusero già nel 1831, ma seguirono comunque interventi di manutenzione che si conclusero soltanto nel 1857.  L'opera costò al Regno di Sardegna 4 milioni di L. e fu finanziata prevalentemente da Carlo Felice di Savoia, prendendo infatti il suo nome nel secolo successivo.
I capisaldi furono la pietra miliare nell'allora piazza San Carlo a Cagliari (oggi piazza Yenne, nella quale venne posizionato nel 1860 anche il monumento a Carlo Felice) e la colonna romana in piazza Cristoforo Colombo a Porto Torres. La strada risultava moderna per gli standard del tempo e presentava caratteristiche tecniche di rilievo: le due corsie di marcia misuravano 2,7 m ciascuna con ai lati banchine di 80 cm, per una carreggiata della larghezza di 7 m; il manto stradale di tre strati era spesso 40 cm e la pendenza massima non superava il 7%, consentendo di poter finalmente essere percorsa sulle carrozze.
La strada, non essendo necessarie caratteristiche di scorrimento veloce, penetrava direttamente nel tessuto urbano dei comuni attraversati e parti di essa fanno ora parte della viabilità ordinaria dei centri abitati, ad esempio:
- a Cagliari il suo percorso corrisponde al Largo Carlo Felice, a un tratto della via Roma e ai viali Trieste, Sant'Avendrace e Monastir;
- a Monastir, Nuraminis e Serrenti combacia con le strade successivamente nominate via Nazionale;
- a Sanluri è stata ricompresa in via Carlo Felice;
- a Sardara l'ex tracciato è stato suddiviso nelle odierne via Cagliari (a sud) e via Oristano (a nord);
- a Uras attraversava l'odierna via Eleonora d'Arborea;
- a Santa Giusta e Oristano ha poi preso il nome di via Cagliari;
- a Paulilatino l'ex tratto è stato battezzato Via Nazionale;
- ad Abbasanta viene chiamato ora Via Oristano;
- a Macomer corrisponde all'odierno Corso Umberto I;
- a Torralba è rimasto il riferimento di Via Carlo Felice;
- a Bonnannaro è stato intitolato Via Nazionale;
- a Sassari il tratto storico è tracciato da Via Carlo Felice, Via Roma, Corso Vittorio Emanuele Secondo, e Viale Porto Torres, con Piazza d'Italia e Piazza Castello costruite in seguito all'espansione del centro storico e alla demolizione del suddetto castello, e Piazza Sant'Antonio costruita in seguito alla demolizione delle mura;
- a Porto Torres il tratto finale collima con Via Sassari.

### Strada statale 131

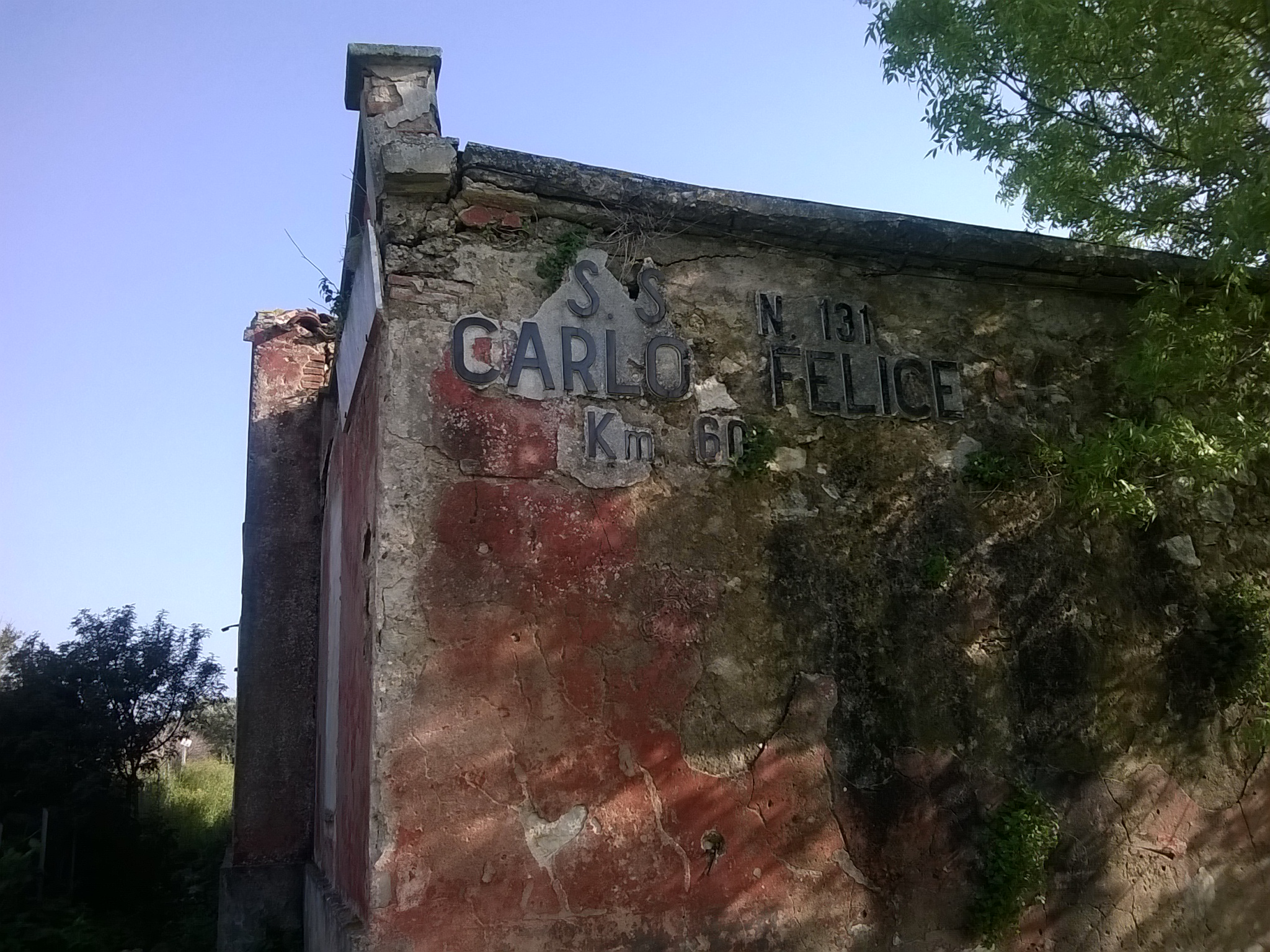
Una vecchia casa cantoniera a Mogoro

#### 1930–1940
Con la fondazione dell'Azienda autonoma statale della strada nel 1928 nacque anche la strada statale 131 Arborense, con il seguente percorso: "Cagliari - Monastir - Sanluri - Innesto con la strada statale 126 Occidentale Sarda fra Oristano e Terralba". Il tratto iniziale fino a Monastir era un tempo parte dell'itinerario della strada nazionale 114 Centrale Sarda.
Nel 1932, per migliorare lo scorrimento del traffico, il tracciato della strada statale 126 fu spostato verso il centro Sardegna, arrivando ad Alghero non più da sud ma da est, passando per Macomer e Ittiri.
Esisteva dunque un tracciato percorribile, assimilabile a quello odierno e composto totalmente da strade di competenza statale, ma allo stesso tempo frammentato tra diverse strade statali.
| Caposaldo             | Strada Statale           |
| --------------------- | ------------------------ |
| Cagliari              | 131 Arborense            |
| Monastir              | 131 Arborense            |
| Sanluri               | 131 Arborense            |
| Oristano              | 126 Occidentale Sarda    |
| Paulilatino           | 126 Occidentale Sarda    |
| Macomer               | 126 Occidentale Sarda    |
| Cantoniera Cabu Abbas | 126 Occidentale Sarda    |
| Cantoniera Cabu Abbas | Diramazione della 126    |
| Torralba              | Diramazione della 126    |
| Bivio Mores           | Diramazione della 126    |
| Bivio Mores           | 128 Centrale Sarda       |
| Sassari               | 128 Centrale Sarda       |
| Sassari               | 127 Settentrionale Sarda |
| Porto Torres          | 127 Settentrionale Sarda |

L'attuale itinerario arrivò nel 1935, quando il percorso della 131 venne definitivamente prolungato verso nord diventando: "Cagliari - Monastir - Sanluri - Oristano - Paulilatino - Macomer - Torralba - Bivio Mores - Sassari - Porto Torres", con il tratto della 126 compreso tra le cantoniere di Cabu Abbas e Scalacavalli classificato come strada statale 131 bis. La strada, non terminando più nei pressi di Mussolinia di Sardegna (l'odierna Arborea), fu rinominata Carlo Felice in onore del Re di Sardegna.
L'isola fu dotata di ben tre itinerari che collegavano meridione e settentrione: la strada in questione ad ovest, la strada statale 128 Centrale Sarda nell'entroterra e la strada statale 125 Orientale Sarda a est.

#### 1950–1990

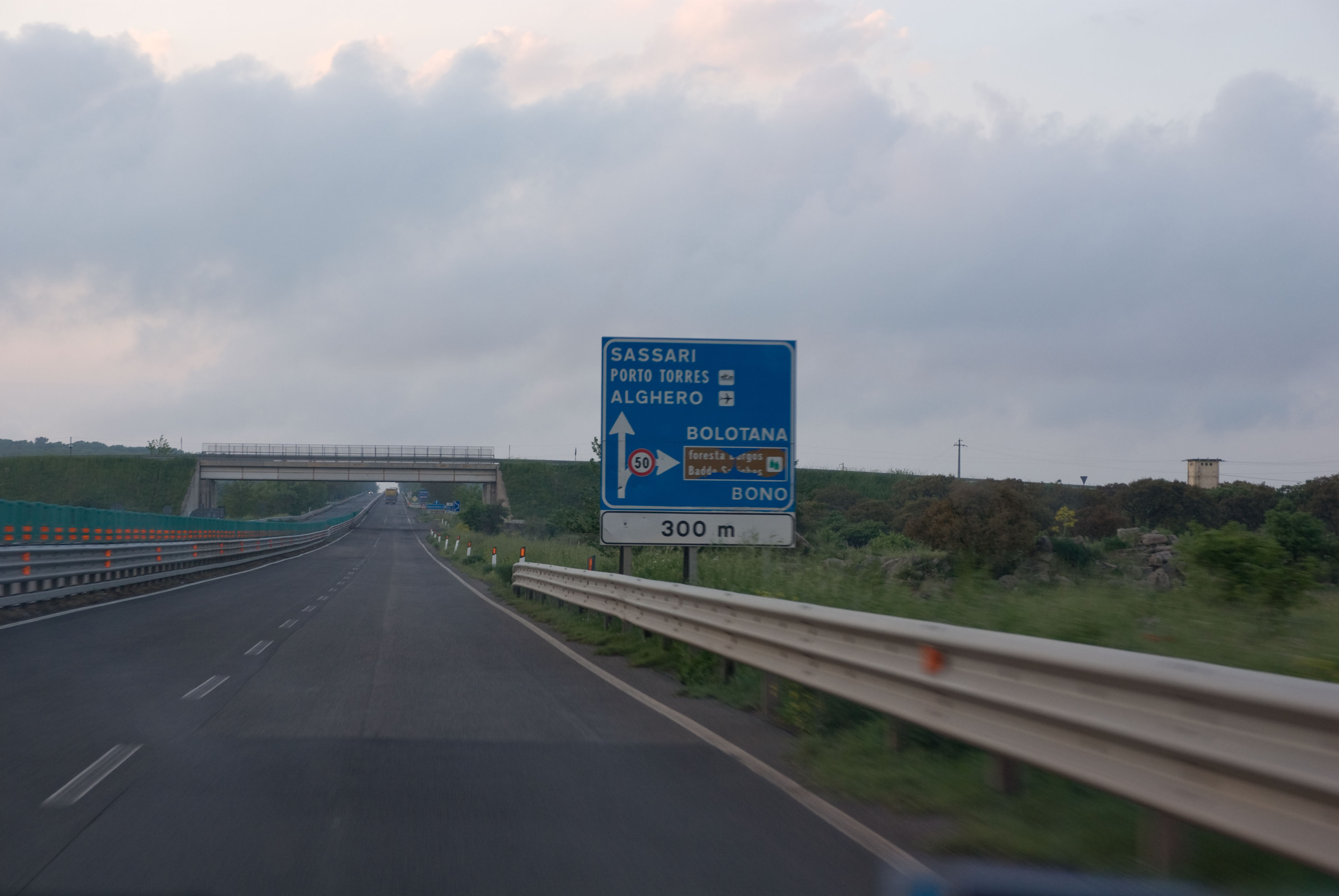
La statale a Bolotana in un tratto risalente a metà anni 1970

A seguito della nascita dell'Anas nel 1946 iniziano i lavori per l'allargamento della sede stradale (allora a due corsie, una per senso di marcia), aggiungendo una terza corsia promiscua per i sorpassi fino a Monastir. Dal 1955 si lavorò per la trasformazione in superstrada, fino a metà anni settanta quando l'intera tratta divenne a doppia carreggiata nel rispetto dei requisiti previsti per le strade di tipo III, portando all'abbandono e al declassamento di parti del tracciato storico, ancora oggi riconoscibile grazie alla presenza a bordo strada delle case cantoniere e dei filari di pini.
In molti casi non fece però seguito la costruzione di nuove intersezioni a livelli sfalsati, rendendo molto rischiose le svolte a sinistra. Nel tempo l'intensa urbanizzazione, combinata all'assenza di una viabilità di servizio, ha poi portato al moltiplicarsi dei preesistenti incroci a raso. L'incremento del traffico di mezzi pesanti (circa il 10% del complessivo) e la non puntuale manutenzione fecero sentire sempre di più la necessità di maggiori velocità di percorrenza, anche in considerazione del fatto che potevano essere raggiunti i 90 km/h soltanto su poco più del 20% del tracciato. A causa di tutti questi fattori la sicurezza dell'arteria risultava piuttosto compromessa, lievemente migliorata soltanto nei primi anni novanta con l'installazione dello spartitraffico che ridusse il numero di incidenti, ma che peggiorò anche la viabilità riducendo la larghezza delle carreggiate. È in questo periodo che a Sardara nasce, il 9 giugno 1991, il "comitato per la sicurezza della Carlo Felice": composto da 140 amministratori locali, regionali e parlamentari, organizzò una catena umana di 20 000 persone per tutta la lunghezza della strada, in segno di protesta contro le precarie condizioni della statale.
Sul tratto da Sassari a Cagliari, dal 1948 al 1983 si è disputata la corsa ciclistica in linea Sassari-Cagliari. Nel 1999 ha iniziato a far parte della strada europea E25, conseguentemente al prolungamento della stessa fino a Palermo.

#### Dal 2000

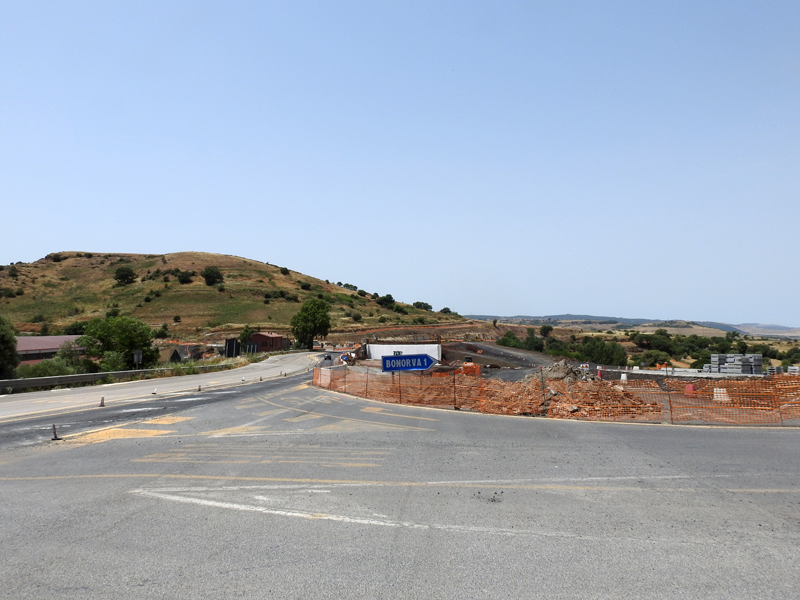
I lavori in corso per la costruzione dello svincolo di Bonorva

In seguito all'approvazione nel 1992 del nuovo codice della strada iniziò l'adeguamento della Carlo Felice ai requisiti definiti per le strade di tipo B con l'allargamento delle corsie, l'eliminazione degli incroci, la sostituzione dei guard rail spartitraffico con le barriere Jersey e alcune variazioni di percorso, venendo inclusa in una delibera del Comitato interministeriale per la programmazione economica che sancì la stipula di un accordo quadro tra il governo regionale e quello nazionale all'inizio degli anni 2000.
Le tempistiche per l'affidamento e l'attuazione dei lavori non furono e non sono tuttora uniformi: il tratto fino ad Oristano fu, sebbene con qualche discontinuità, il primo ad essere preso in carico dall'Anas assieme ai tratti da Sassari a Porto Torres e da Codrongianos a Florinas; tuttora da Oristano a Florinas non c'è quasi traccia di nuovi interventi, salvo l'innesto con la strada statale 729 Sassari-Olbia, di recente costruzione.
Per l'eliminazione degli incroci a raso si lavora per una variante che eviti l'incrocio di Villagreca, causa di frequenti e pericolose frenate tra gli automobilisti che lo attraversano. Per questo motivo nel tempo si è diffusa la credenza vi si trovi un autovelox fisso, proposta del comune di Nuraminis poi bocciata dalla prefettura di Cagliari.
Tra il 2023 e il 2024 sono stati aperti a Bonorva due nuovi svincoli: la realizzazione di quello Sud ha portato la riconversione del preesistente cavalcavia in passaggio faunistico, mentre quello Nord sostituisce il precedente incrocio. Costato oltre 20 milioni di euro, è stato realizzato in una zona rischio idrogeologico soggetta a frequenti frane, la strada attraversa infatti il corso di un preesistente torrente: per il raddoppiamento delle corsie fu infatti necessario erigere diversi muri di sostegno, mentre per la realizzazione della nuova intersezione si è invece avuta la necessità di creare un sottopasso a collegamento di nuove rotatorie.
Sono poi in via di attivazione i cantieri a Paulilatino: è stata anche fatta una raccolta di firme per chiedere la rimozione dell'incrocio, considerato l'elevato numero di incidenti verificatisi in loco.

## Percorso
Città metropolitana di Cagliari

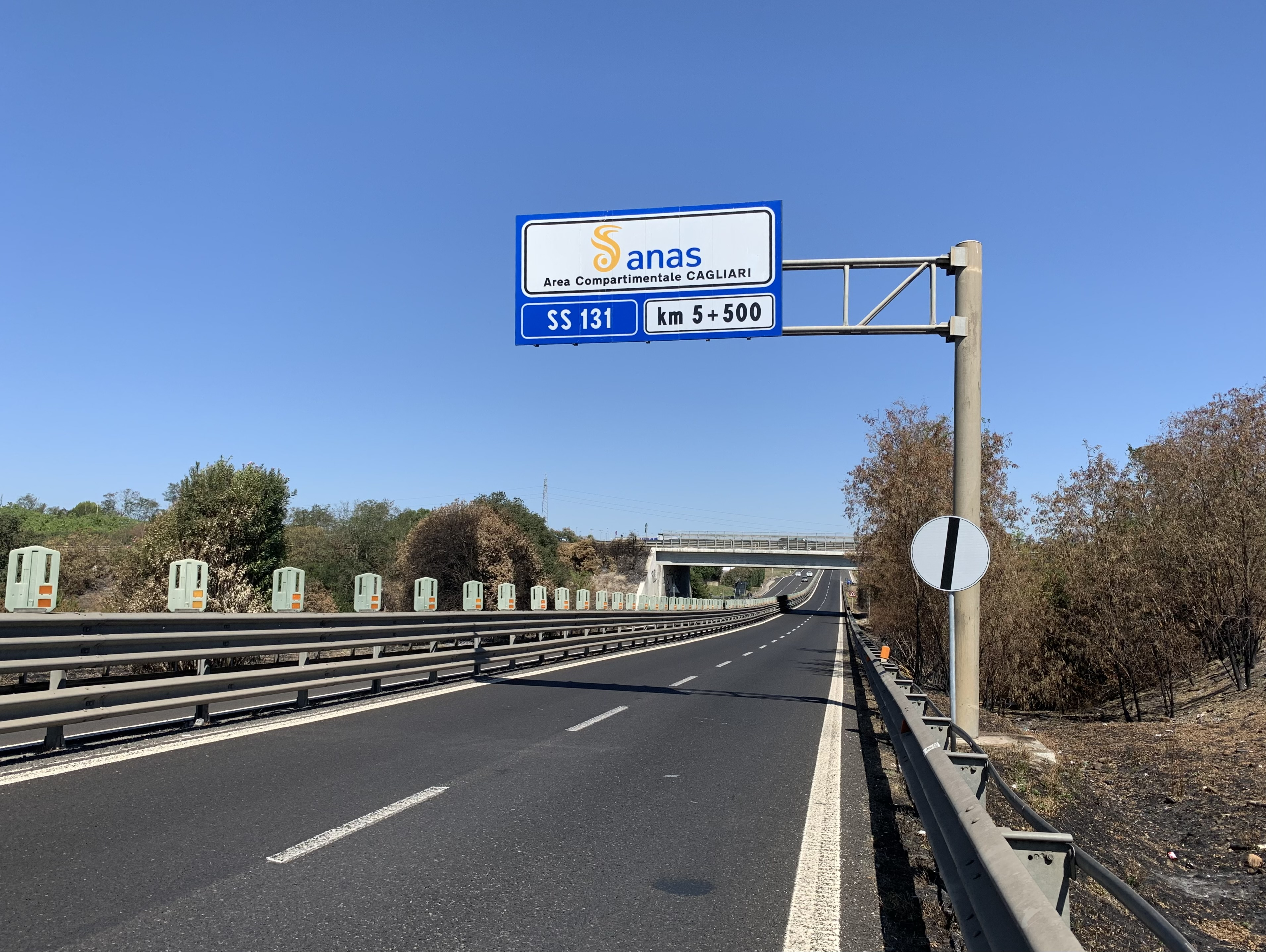
L'inizio dell'arteria a Cagliari

La strada ha origine nell'area urbana del capoluogo sardo come prosecuzione di viale Monastir, nel quartiere Sant'Avendrace-Santa Gilla. Il suo percorso inizia intersecando la strada statale 554 Cagliaritana.
Dopo circa un chilometro riceve la strada statale 131 dir Carlo Felice, presso Sestu, dove evita la zona industriale deviando verso ovest. Consente di raggiungere anche Elmas e Assemini.
Entra poi nel comune di San Sperate e passa tra Monastir e Ussana, da dove inizia la strada statale 466 di Sibiola e dove termina la strada statale 128 Centrale Sarda. Arriva poi a Nuraminis, e alla sua frazione di Villagreca. 
Provincia del Medio Campidano

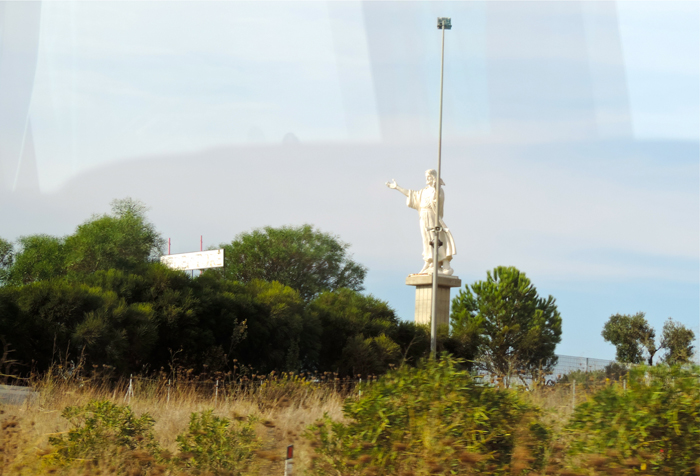
Il monumento del Redentore a Sardara

Prosegue per Serrenti e Sanluri, origine della strada statale 197 di San Gavino e del Flumini e della strada statale 293 di Giba, fino a Sardara.
Qui è presente la statua del Redentore, rivolta verso l'arteria. È stata posizionata in occasione del Giubileo del 2000 ed è dedicata all'emigrazione sarda, il monumento funge poi da luogo di incontro degli autotrasportatori durante i raduni. Sulla stessa è presente una targa che recita una preghiera in segno di protezione per i viaggiatori:
Provincia di Oristano
Prosegue ad Uras, dove termina la Strada statale 442 di Laconi e di Uras, e a Marrubiu, caposaldo finale della Strada statale 126 Sud Occidentale Sarda. Devia da nord-ovest a nord-est per aggirare lo stagno di Santa Giusta giungendo ad Oristano, dove è collegata con strada statale 388 del Tirso e del Mandrolisai, ricevendo a Siamaggiore la strada statale 292 Nord Occidentale Sarda.
Superati Tramatza e la sua area di servizio arriva a Bauladu e Paulilatino. Ad Abbasanta e diretta verso Olbia parte la dir/centr Nuorese, mentre la Carlo Felice prosegue per Norbello e Aidomaggiore.
Provincia di Nuoro
Passa nella provincia di Nuoro dove tra Borore e Macomer scorre su un tracciato di nuova sede. Prosegue per l'altopiano di Campeda attraversando la sua zona di protezione speciale, passando a fianco all'omonima stazione ferroviaria. È qui che la strada raggiunge la sua massima altitudine, con una media di 650 metri sul livello del mare. in questa zona si trovano lo svincolo per Borore, per Tossilo, per la strada statale 129 Trasversale Sarda Macomer-Nuoro, per la strada statale 129 bis Trasversale Sarda dalla quale è possibile raggiungere Bosa e per la strada provinciale 17 per Bolotana.
Città metropolitana di Sassari

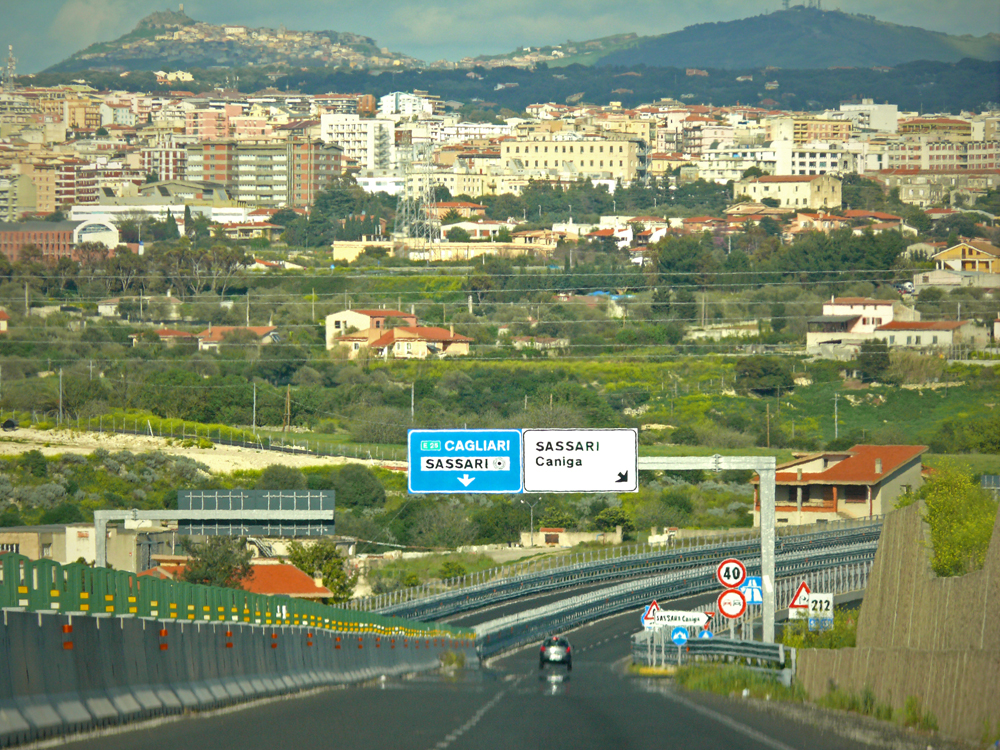
La strada presso Caniga, a Sassari

Proseguendo verso nord entra nella città metropolitana di Sassari, dove sono presenti lo svincolo per Bonorva e Semestene, l'incrocio per la SS 292 dir direzione Cossoine e lo svincolo per la strada statale 131 bis direzione Thiesi. Nei pressi di Bonnanaro si distacca la strada statale 128 bis Centrale Sarda.
Raggiunta la parte settentrionale dell'isola incrocia i paesi di Florinas e Codrongianos, ove si dirama in direzione Olbia la strada statale 729 Sassari-Olbia, nuova infrastruttura completata nel 2025 che sostituisce la 597 del Logudoro. In vista di Sassari, incrocia la strada statale 127 Settentrionale Sarda che riprende la tortuosa salita di Scala di Giocca, già parte della strada reale Cagliari-Sassari e sino al 1978 classificata come tratto della Carlo Felice stessa, passando poi per le gallerie Chiguzzu e l'uscita per Viale Italia, unica uscita ad accesso diretto per Sassari: dal successivo svincolo infatti si dirama il tratto dismesso, di competenza attuale della provincia, che funge da raccordo per la città, offrendo 4 uscite, da bretella per la zona commerciale di Predda Niedda, e da collegamento con la strada provinciale verso Ittiri. Inizia dunque il nuovo tracciato, localmente conosciuto "camionale", che assicura un collegamento rapido verso Porto Torres. Uno svincolo di minore importanza con la statale 127 bis allaccia il traffico locale.
L'ultima intersezione notevole prima dell'arrivo è quella con la strada statale 291 var della Nurra, un'altra strada extraurbana principale che conduce ad Alghero e al suo aeroporto (presso Fertilia). Non presenta svincoli con il tratto originale della 291 (dismesso e ora di competenza della provincia).

## Tracciato
| Carlo Felice | |       |           |                |
| Tipo         | Indicazione                                                                                         | km    | Provincia | Strada europea |
|              | Cagliari (viale Monastir)                                                                           | 5,5   | CA        |                |
|              | Carlo Felice Cagliari - Azienda ospedaliera "G. Brotzu" - Quartu Sant'Elena                         | 6,6   | CA        |                |
|              | Sestu - Aeroporto di Cagliari-Elmas                                                                 | 7,7   | CA        |                |
|              | Sa Cantonera                                                                                        | 10,6  | CA        |                |
|              | Sestu - San Sperate - Macchiareddu-Grogastu                                                         | 11,7  | CA        |                |
|              | Assemini                                                                                            | 12,8  | CA        |                |
|              | San Sperate                                                                                         | 14,9  | CA        |                |
|              | Monastir - Is Argiddas                                                                              | 18,5  | CA        |                |
|              | di Sibiola Monastir - Ussana - San Sperate - Dolianova - Donori                                     | 20,4  | CA        |                |
|              | Centrale Sarda Senorbì - Isili                                                                      | 21,4  | CA        |                |
|              | Inversione di marcia                                                                                | 22,4  | CA        |                |
|              | Nuraminis                                                                                           | 26    | CA        |                |
|              | Nuraminis - Serramanna                                                                              | 27,2  | CA        |                |
|              | Guasila - Samatzai - Nuraminis                                                                      | 28,5  | CA        |                |
|              | Villagreca                                                                                          | 30,3  | CA        |                |
|              | Serrenti - Samassi                                                                                  | 34,3  | VS        |                |
|              | Serrenti - Piano Insediamenti Produttivi                                                            | 35,0  | VS        |                |
|              | Villasanta - Furtei                                                                                 | 37,4  | VS        |                |
|              | Sanluri - Villasanta                                                                                | 41,1  | VS        |                |
|              | di Giba - di San Gavino e del Flumini                                                               | 41,9  | VS        |                |
|              | Sanluri San Gavino Monreale - Guspini - Villacidro                                                  | 45,4  | VS        |                |
|              | Villanovaforru                                                                                      | 50,5  | VS        |                |
|              | Sardara - San Gavino Monreale                                                                       | 53,0  | VS        |                |
|              | Sardara - Terme di Santa Maria de Is Acquas - Pabillonis                                            | 54,8  | VS        |                |
|              | Gonnostramatza - Ales - Collinas                                                                    | 57,6  | OR        |                |
|              | Mogoro - Pabillonis                                                                                 | 62,2  | OR        |                |
|              | Uras - San Nicolò d'Arcidano - di Laconi e Uras                                                     | 66,8  | OR        |                |
|              | Piano Insediamenti Produttivi - Terralba                                                            | 72,2  | OR        |                |
|              | Sud Occidentale Sarda Marrubiu - Terralba                                                           | 76,1  | OR        |                |
|              | Arborea - Sant'Anna                                                                                 | 81,5  | OR        |                |
|              | Monte Arci                                                                                          | 83,7  | OR        |                |
|              | Oristano Sud - Arborea - Santa Giusta                                                               | 87,6  | OR        |                |
|              | Aeroporto di Oristano-Fenosu                                                                        | 92,2  | OR        |                |
|              | del Tirso e del Mandrolisai                                                                         | 94,2  | OR        |                |
|              | Oristano Nord - Siamaggiore - Zeddiani - Museo archeologico comunale Giovanni Marongiu              | 98,7  | OR        |                |
|              | San Vero Milis - Solarussa - Tramatza - Bonarcado                                                   | 103,7 | OR        |                |
|              | Milis - Bauladu                                                                                     | 107,1 | OR        |                |
|              | Santuario nuragico di Santa Cristina                                                                | 114,3 | OR        |                |
|              | Paulilatino - Santu Lussurgiu - Bonarcado - Seneghe                                                 | 118,9 | OR        |                |
|              | Paulilatino                                                                                         | 120,6 | OR        |                |
|              | dir/centr Nuorese Nuoro - Olbia                                                                     | 123,1 | OR        |                |
|              | Santu Lussurgiu - Ghilarza - Abbasanta                                                              | 125,2 | OR        |                |
|              | Abbasanta - Norbello                                                                                | 126,3 | OR        |                |
|              | Norbello - Chiesa di Sant'Ignazio da Laconi                                                         | 127,7 | OR        |                |
|              | Borore - Macomer                                                                                    | 134,9 | NU        |                |
|              | Macomer - Tossilo                                                                                   | 137,9 | NU        |                |
|              | Trasversale Sarda Birori - Macomer - Bortigali - Nuoro                                              | 142,1 | NU        |                |
|              | Trasversale Sarda Macomer - Bosa                                                                    | 148,5 | NU        |                |
|              | Mulargia                                                                                            | 148,8 | NU        |                |
|              | Stazione di Campeda                                                                                 | 152,0 | NU        |                |
|              | Bolotana                                                                                            | 155,0 | NU        |                |
|              | Bonorva Sud                                                                                         | 158,6 | SS        |                |
|              | Bonorva                                                                                             | 161,7 | SS        |                |
|              | Nord Occidentale Sarda Cossoine - Pozzomaggiore - Padria - Mara - Suni - Bosa                       | 165,7 | SS        |                |
|              | Giave - Romana                                                                                      | 168,3 | SS        |                |
|              | Carlo Felice Torralba - Thiesi - Cheremule - Bessude - Ittiri - Bono Chiesa di San Pietro di Sorres | 173,5 | SS        |                |
|              | Centrale Sarda Mores - Ardara - Ittireddu - Ozieri                                                  | 178,9 | SS        |                |
|              | Ardara - Bessude - Banari - Siligo                                                                  | 186,4 | SS        |                |
|              | Inversione di marcia                                                                                | 190,3 | SS        |                |
|              | Sassari-Olbia Olbia - Tempio Pausania - Ozieri                                                      | 192,5 | SS        |                |
|              | Ploaghe - Florinas - Codrongianos                                                                   | 193,7 | SS        |                |
|              | del Logudoro                                                                                        | 197,5 | SS        |                |
|              | Cargeghe - Muros                                                                                    | 200,9 | SS        |                |
|              | Sassari Serra Secca - Ossi - Tissi                                                                  | 204,8 | SS        |                |
|              | Sassari viale Italia                                                                                | 208,6 | SS        |                |
|              | Sassari-Porto Torres Sassari - Ittiri - Predda Niedda                                               | 209,4 | SS        |                |
|              | Sassari Caniga                                                                                      | 211,9 | SS        |                |
|              | della Nurra Alghero                                                                                 | 216,5 | SS        |                |
|              | Truncu Reale                                                                                        | 222,0 | SS        |                |
|              | dei Due Mari Stintino - Alghero                                                                     | 229,1 | SS        |                |
|              | Porto Torres (via dell'Industria)                                                                   | 231,5 | SS        |                |

## Infrastrutture

### Aree di servizio

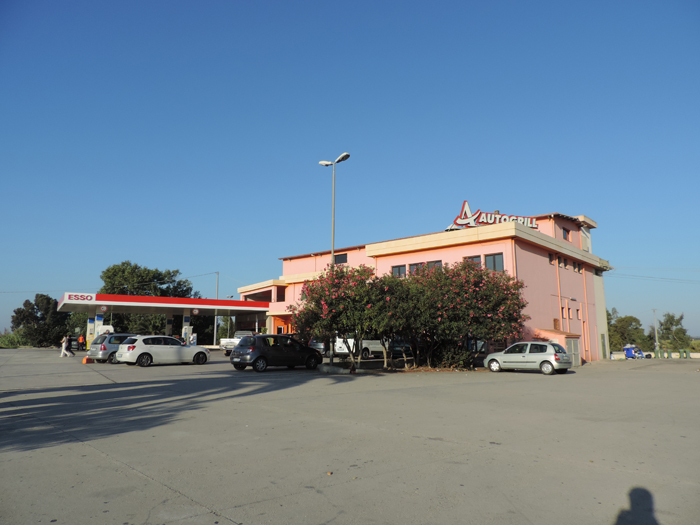
L'Autogrill di Tramatza ovest

Le aree di servizio presenti sull'arteria sono ubicate a circa metà percorso e a poca distanza tra loro.
| Carlo Felice |       |           |
| Nome         | km    | Provincia |
| Marrubiu     | 77,9  | OR        |
| Santa Giusta | 87,1  | OR        |
| Tramatza     | 102,9 | OR        |
| Abbasanta    | 122,7 | OR        |
| Borore       | 137,6 | NU        |

### Gallerie

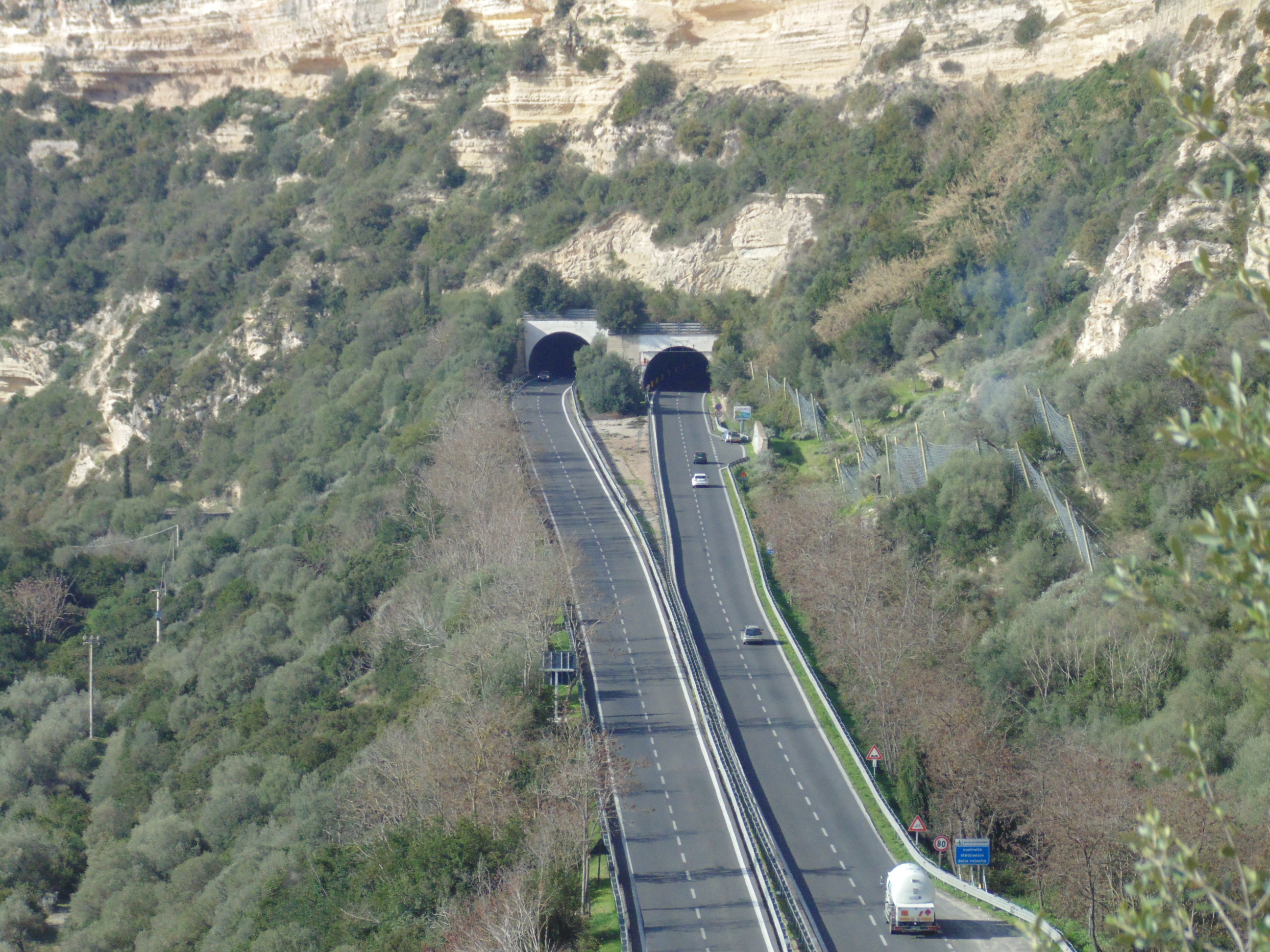
Le gallerie Chighizzu II a Sassari

Tutti e tre i tunnel si trovano nel Sassarese.
Bonnanaro è una breve galleria artificiale immediatamente adiacente al bivio per Mores, solo in direzione Cagliari.
Chighizzu I e Chighizzu II precedono di pochi chilometri il capoluogo turritano e sono oggetto di miglioramenti strutturali e tecnologici quali l'installazione di pannelli a messaggio variabile.
Truncone è la più recente essendo stata costruita nel 2002, facendo parte del nuovo percorso verso Porto Torres.
| Carlo Felice |             |           |       |       |          |           |           |
| Nome         | Tipo        | Lunghezza | km    | km    | Apertura | Comune    | Provincia |
| Bonnanaro    | artificiale | 130 m     | 178,8 | 178,3 | 1972     | Bonnanaro | SS        |
| Chighizzu I  | naturale    | 291/176 m | 205,4 | 205,8 | 1972     | Sassari   | SS        |
| Chighizzu II | naturale    | 852/820 m | 206,1 | 207,1 | 1969     | Sassari   | SS        |
| Truncone     | artificiale | 270 m     | 210,3 | 210,5 | 2005     | Sassari   | SS        |

### Viadotti

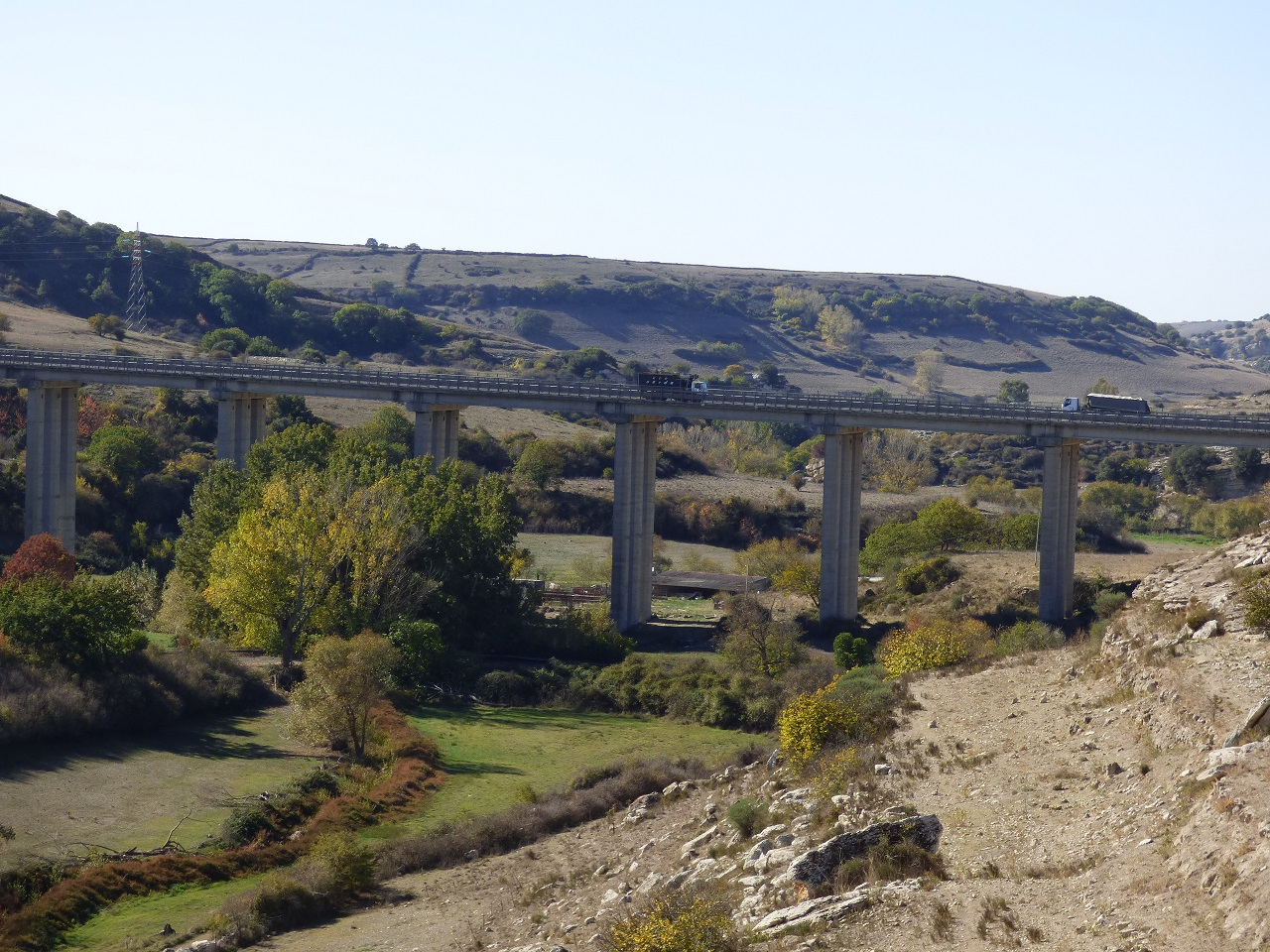
Il Rio Mulino a Bonorva

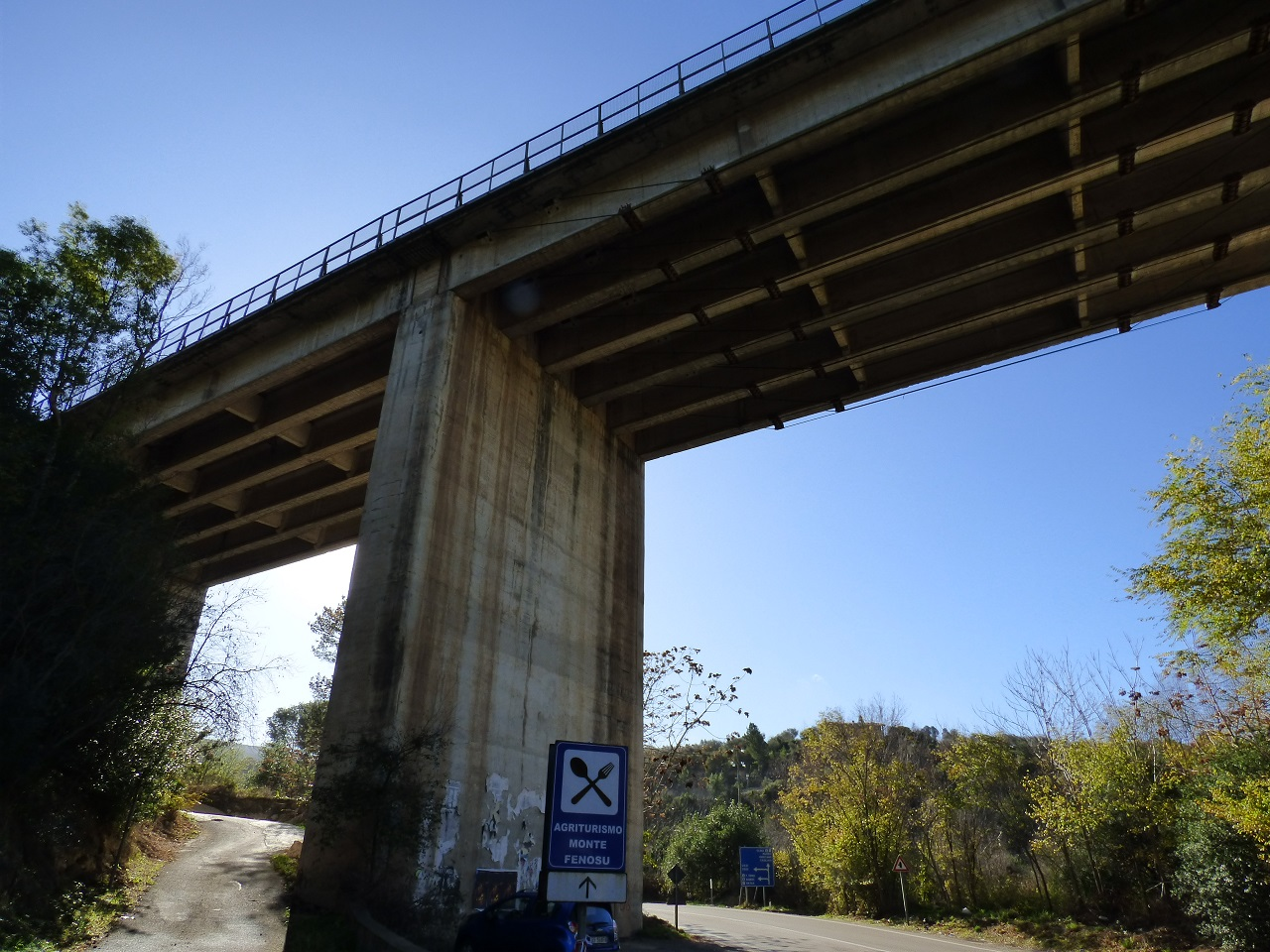
Il Badde Olia a Muros

La città metropolitana di Cagliari e la provincia di Nuoro sono, a eccezione di cavalcavia e ponti stradali e ferroviari, prive di viadotti. Gran parte di essi si trovano nel territorio provinciale di Sassari, specialmente sulla tratta Sassari-Porto Torres.
Spicca per lunghezza il viadotto sul Tirso, che collega quasi interamente gli svincoli Oristano e Oristano nord.
| Carlo Felice        |           |       |       |             |           |
| Nome                | Lunghezza | km    | km    | Comune      | Provincia |
| Flumini Mannu       | 348 m     | 39,7  | 40,1  | Serrenti    | VS        |
| Ponte sul Rio Piras | 30 m      | 41,4  | 41,5  | Sanluri     | VS        |
| Acqua Sasso         | 270 m     | 46,2  | 46,5  | Sanluri     | VS        |
| Rio Mogoro          | 90 m      | 61,7  | 61,7  | Mogoro      | OR        |
| Or-Silì             | 490 m     | 93,2  | 93,7  | Oristano    | OR        |
| Tirso               | 1 748 m   | 94,5  | 95,5  | Siamaggiore | OR        |
| Rio Mulino          | 330 m     | 164,3 | 164,7 | Bonorva     | SS        |
| Badde Olia          | 201 m     | 204,9 | 207,0 | Muros       | SS        |
| Giuncheddu          | 269 m     | 209,9 | 208,3 | Sassari     | SS        |
| Monsignori          | 123 m     | 210,9 | 211,1 | Sassari     | SS        |
| Dessì               | 150 m     | 211,1 | 211,3 | Sassari     | SS        |
| Caniga              | 231 m     | 211,4 | 211,7 | Sassari     | SS        |
| Peschina            | 178 m     | 213,0 | 213,2 | Sassari     | SS        |
| Landrigga           | 151 m     | 215,2 | 215,4 | Sassari     | SS        |
| Mannu               | 310 m     | 227,9 | 228,3 | Sassari     | SS        |

## Varianti

### Diramazioni

La rete di superstrade nell'isola

La 131 bis si dirama dalla strada a Torralba in direzione di Alghero. Attraversa Thiesi e Ittiri costeggiando la diga del Bidighinzu e la diga del Cuga, terminando nella strada statale 127 bis Settentrionale Sarda.
La 131 dir collega all'arteria l'Asse Mediano di Scorrimento, tangenziale del capoluogo, e ne rappresenta la sua prosecuzione extraurbana. Si innesta nei pressi di Selargius e incrocia la strada statale 554 Cagliaritana, circonvallazione della città metropolitana di Cagliari.
La 131 DCN fa anch'essa parte delle principali direttrici del traffico stradale isolano e presenta caratteristiche di superstrada. Collega alla Carlo Felice il capoluogo di provincia non raggiunto dalla stessa, la città di Nuoro (dove la 131 racc la congiunge alla città), e consente di raggiungere il porto e l'aeroporto di Olbia. Si distacca nel territorio comunale di Abbasanta, in direzione orientale.

### Vecchi tratti

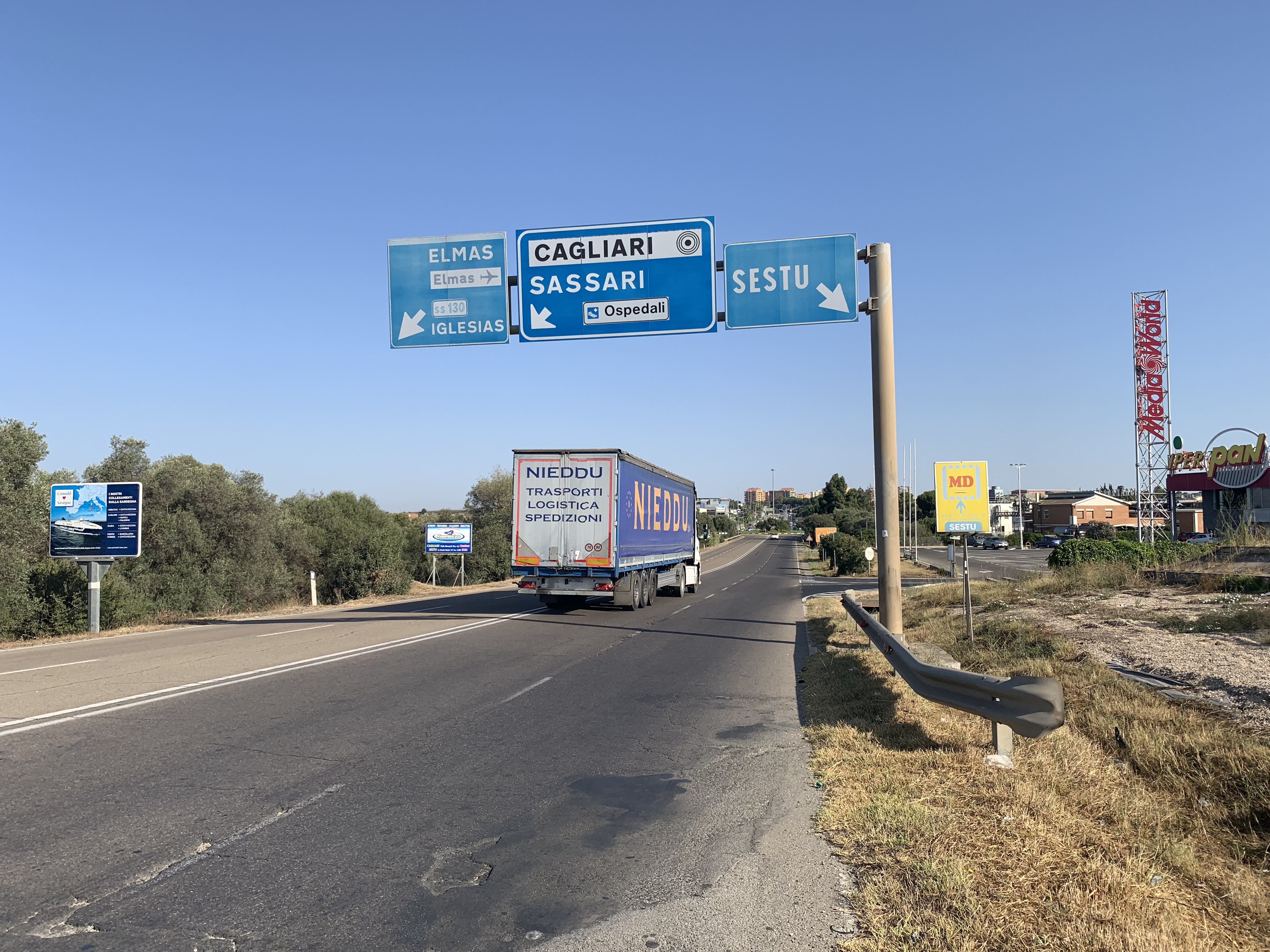
L'itinerario dismesso a Sestu

Nuova strada Anas 48 ex SS 131 Carlo Felice (variante Località Fangario)
Il tratto stralciato è lungo 8,65 km e si trova nei pressi dell'inizio dell'arteria. È stato consegnato poi al comune di Sestu. Rimanendo contiguo con la statale viene ora in parte riutilizzato come complanare della stessa, allo scopo di evitare che i numerosi accessi privati siano immediatamente a ridosso dell'arteria.
Nuova strada Anas 102 ex SS 131 Carlo Felice (variante di Macomer)
Lungo 11,2 km, è un itinerario dismesso ceduto alla provincia di Nuoro. È a singola carreggiata e coincide con il centrale corso Umberto I, attraversa il paese fino alla zona industriale di Tossilo per poi confluire sul nuovo percorso.
Strada provinciale ex SS 131 Sassari-Porto Torres
Nei primi anni duemila l'Anas ha avviato i lavori per il rifacimento della strada tra Sassari e Porto Torres a causa dell'intensa urbanizzazione, il vecchio tracciato funge oggi da tangenziale per la città ed è sotto la gestione della provincia.

### Nuovi tratti
Variante di Sanluri

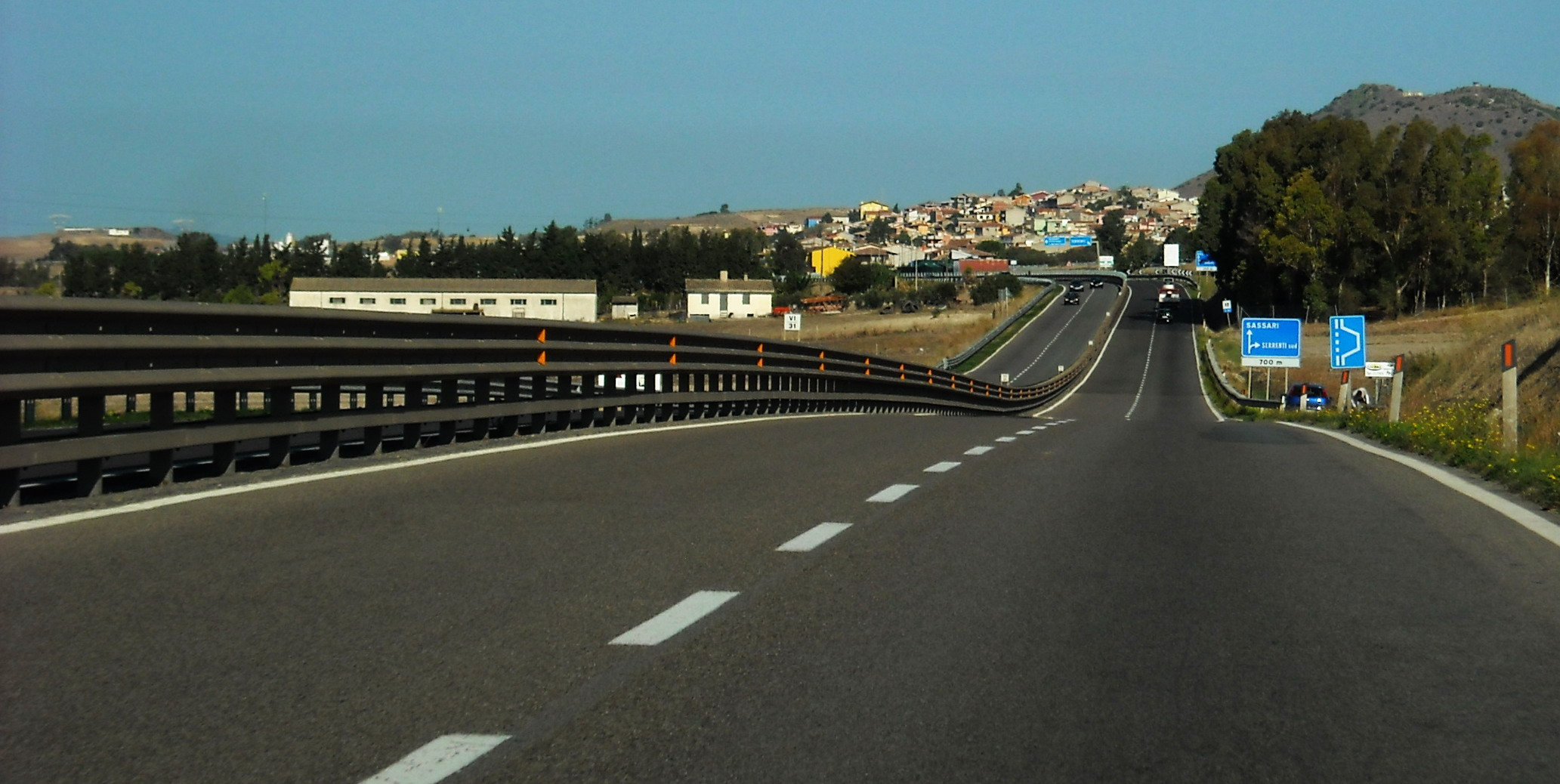
La statale a Serrenti in direzione Porto Torres, prima della costruzione della variante di Sanluri

La variante di Sanluri è lunga 6,600 km ed è stata realizzata a partire dal 2005. Il vecchio tracciato è poi diventato strada comunale.
Variante di Sardara

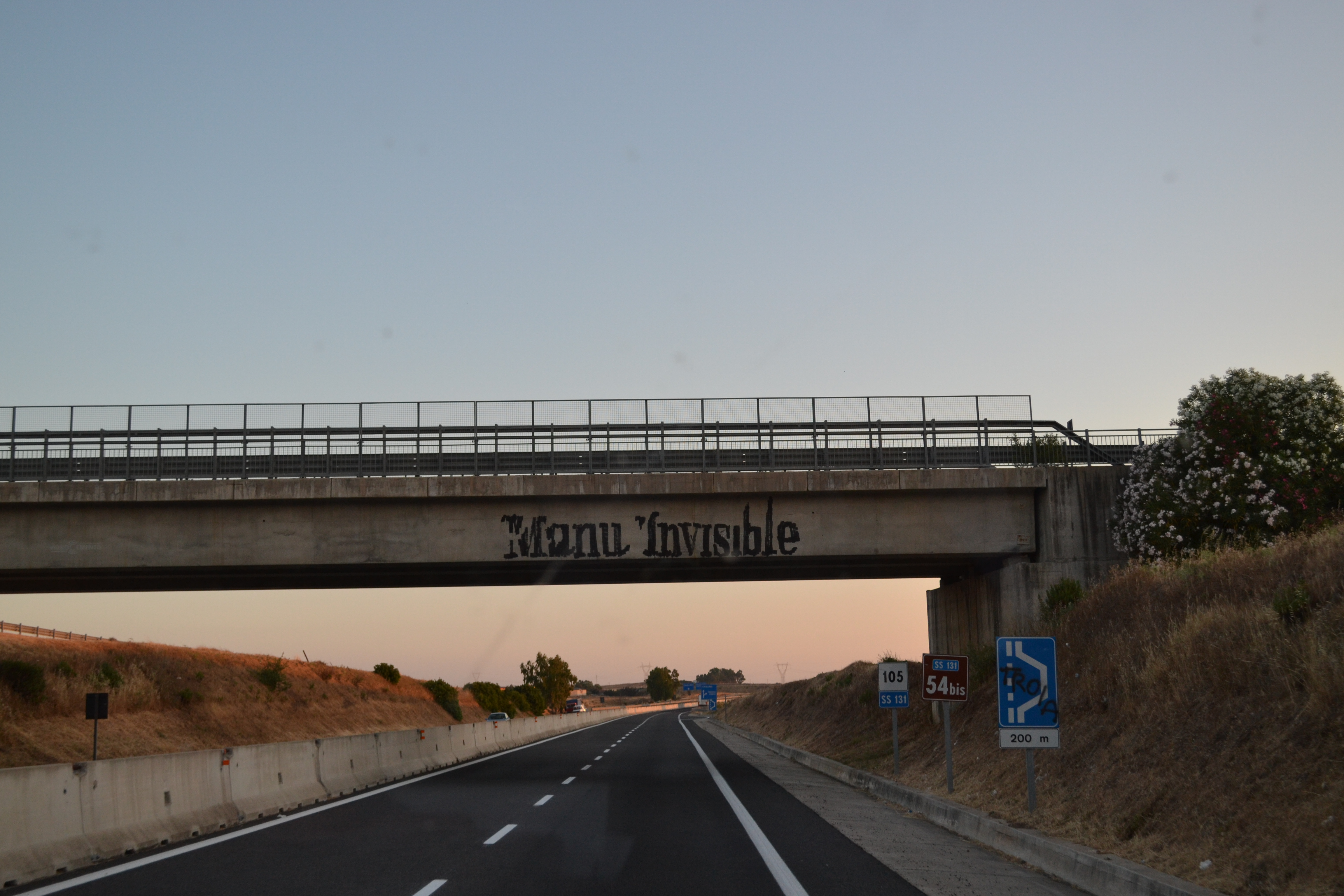
Tag di Manu Invisible su un cavalcavia a Bauladu in direzione Cagliari, sulla variante di Sardara

Il tratto da Sanluri a Sardara è stato ricostruito ex novo per una lunghezza di 11,600 km ed è stato inaugurato il 2 febbraio 2002, con la cessione del precedente percorso al comune di Sardara.
È stata al centro di un'inchiesta giudiziaria in merito ai materiali inquinati da metalli pesanti utilizzati per la sua costruzione, provenienti dagli scarti degli scavi effettuati dalla Sardinia Gold Mining nei pressi di Furtei. Oltre che causare problemi ambientali la presenza di arsenopirite e acido solforico sotto il conglomerato bituminoso ha per altro portato a un'anomala e precoce usura dei cavalcavia. La variante ha per questi motivi assunto l'appellativo di "sarcofago della morte".
Variante di Oristano
Già nel 1978 fu studiato un percorso alternativo che evitasse di dover attraversare il centro abitato di Oristano, variando l'itinerario della Carlo Felice. Contestualmente sono stati ricompresi parti di essa nella SS 292 e nella SS 388.
Variante di Sassari
Dal 1980 un nuovo itinerario che comprende le gallerie Chighizzu ed i viadotti Badde Olia e Giuncheddu evita le tortuose curve di Scala di Giocca, quest'ultime ora parte della strada statale 127 Settentrionale Sarda.
Nuova strada Anas 268 Sassari-Porto Torres

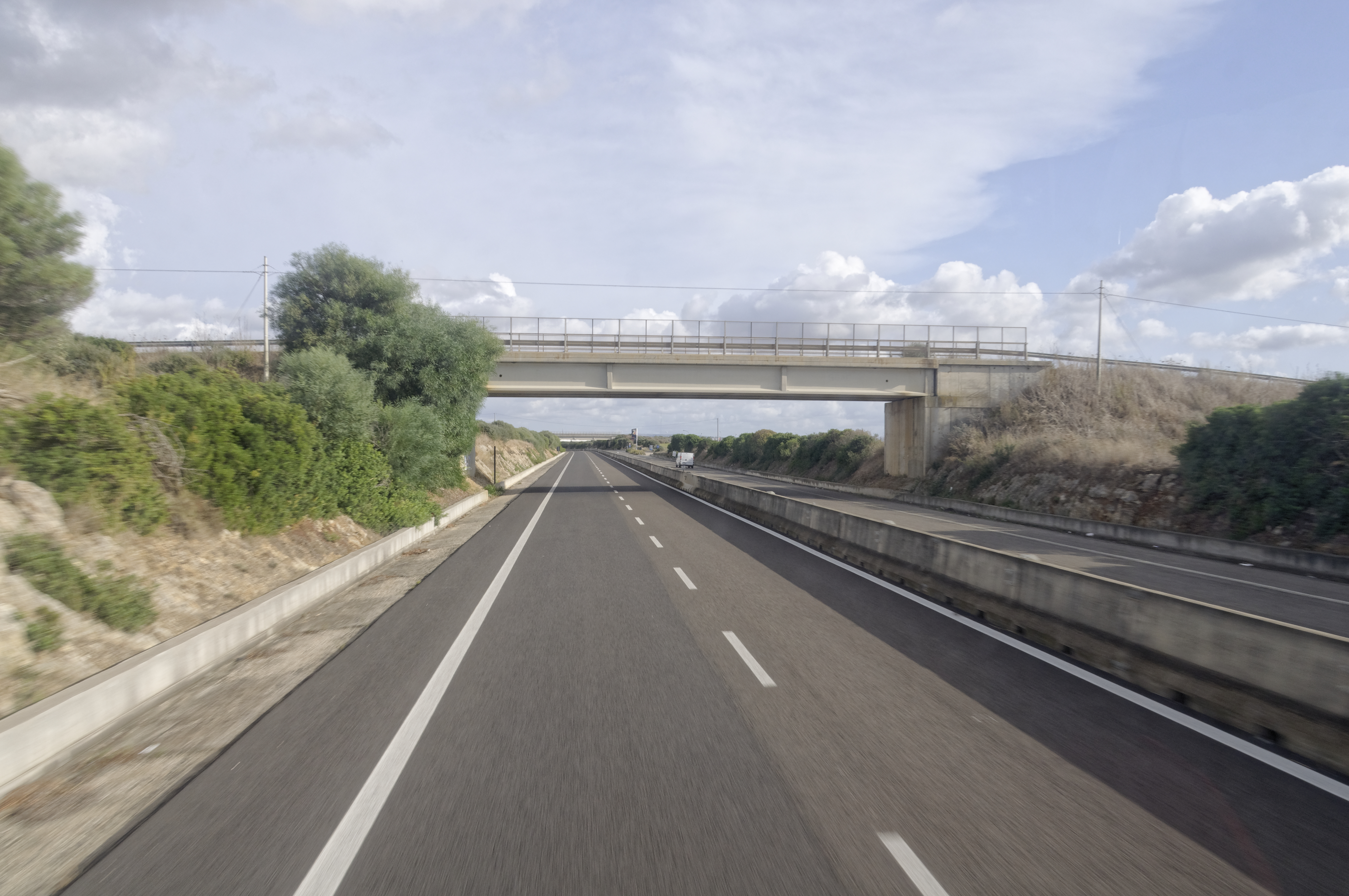
Il nuovo percorso tra Sassari e Porto Torres

Fin dal 1986 era nei progetti dell'Anas la costruzione di un nuovo tracciato Sassari-Truncu Reale-Porto Torres, ma i lavori furono avviati soltanto nel 1993.
La nuova strada Anas 268 Sassari-Porto Torres, estesa 20,781 km, è stata costruita in variante nel 2005. Contestualmente alla dismissione del vecchio percorso, fino alla sua inaugurazione (avvenuta il 30 giugno 2008) la strada non terminava più a Porto Torres ma bensì a Sassari.
Il 7 ottobre 2020 è stato incluso nel percorso un altro tratto di 1700 m nel comune di Porto Torres allungando la strada fino a via dell'Industria, precedentemente terminava allo svincolo per la strada provinciale 42 dei Due Mari.

## Nella cultura di massa
- Il cantante e poeta inglese Julian Cope ha dedicato alla SS 131 il romanzo Uno tre uno. Viaggio hooligan gnostico sulle strade della Sardegna e del tempo (One Three One in lingua originale)[46][47][48][49]
- Il cantante e comico Nicola Cancedda ha prodotto una parodia del singolo Un giorno così degli 883, intitolata Un giorno sulla SS 131 e contenuta nell'album Il ballo del sirbone.[50]
- La strada dà il nome alla testata giornalistica Centotrentuno, fondata nel 2018.[51]